# Fundación Anselmo Lorenzo
La Fundación de Estudios Libertarios Anselmo Lorenzo, más conocida como Fundación Anselmo Lorenzo o FAL (por sus siglas), es una organización cultural creada por la Confederación Nacional del Trabajo en 1987 y dependiente de la misma. En la actualidad, la sede principal de la fundación está en la calle Peñuelas, 41 de Madrid (España). La sede de su archivo se encuentra en Yuncler, Toledo. Está considerada como la mayor fundación de estudios del anarcosindicalismo de España y una de las más importantes del mundo.
La FAL recibió un impulso considerable durante el VIII Congreso de la CNT en el que se tomaron acuerdos que hicieron explícita la importancia de la fundación para el sindicato. Su nombre hace referencia a Anselmo Lorenzo, anarquista español que participó en la creación del primer núcleo sindical en España. La FAL es uno de los principales puntos de referencia para los historiadores que estudian el movimiento obrero español. Sus objetivos son recuperar la memoria histórica del anarquismo y el anarcosindicalismo español y difundir estas ideologías mediante propuestas culturales.

## Misión
Algunas de las actividades desarrolladas por la fundación son: 
- Mantenimiento, catalogación y ofrecimiento al público (estudiantes, historiadores, directores de cine, curiosos...) de los fondos históricos de la CNT (microfilms del material que la CNT logró salvar tras la guerra civil y llevó al Instituto Internacional de Historia Social situado en Ámsterdam, documentación orgánica del sindicato, publicaciones periódicas, libros, vídeos, fotos y otros documentos relacionados con movimientos sociales y el movimiento obrero, haciendo énfasis en las tendencias anarcosindicalistas).

- Edición de libros y materiales en otros formatos. La FAL lleva varios años editando colecciones de biografías, textos clásicos, colecciones de fotos de la revolución anarcosindicalista española, vídeos.
- Preparación de eventos culturales en congresos de la CNT, charlas, coloquios, conferencias, videoforums, presentaciones de libros.
- Edición de un boletín interno Bicel (Boletín Interno de Centros de Estudios Libertarios).
- Coordinación con otros proyectos similares vinculados a la FAL.

De su gestión se ocupa una Junta, mientras que una cooperativa de documentalistas, apoyada por un grupo de colaboradores, se encarga de las tareas vinculadas al archivo, biblioteca, editorial, librería y distribuidora de la FAL.